# 아메리칸사모아 축구 국가대표팀
아메리칸사모아 축구 국가대표팀(사모아어: Au soka Amerika Sāmoa)은 아메리칸사모아를 대표하는 축구 국가대표팀으로 아메리칸사모아 축구 연맹에서 관리하며 오세아니아 축구 최약체이자 축구 변방으로 손꼽히는 팀들 중에 하나로 FIFA 월드컵과 OFC 네이션스컵 본선 기록이 없다. 1983년 8월 20일 사모아와의 첫 국제 경기를 치렀지만 이는 FIFA가 주최하지 않았던 경기였으며 FIFA가 공식으로 인정한 아메리칸사모아의 첫 국제 경기는 통가와의 1998년 폴리네시아컵 1차전으로 이 경기에서 0-3으로 완패했다.

## 국제 대회 경력

### FIFA 월드컵
2014년 FIFA 월드컵 오세아니아 지역 1차 예선에서 통가를 꺾고 공식 국제 경기에 나선지 13년만의 첫 승이자 공식 국제 대회 첫 승을 거둔 뒤 2018년 FIFA 월드컵 오세아니아 지역 1차 예선에서도 통가와 쿡 제도를 상대로 아메리칸사모아 축구 역사상 첫 월드컵 지역 예선 연승을 거두었다.

### 퍼시픽 게임
1983년 대회 첫 출전을 시작으로 현재까지 6번의 대회에 출전하여 왈리스 푸투나와의 1983년 대회 A조 2차전 승리 이후 2023년 대회까지 단 1차례도 승리를 거두지 못하고 있다.

## 최다 점수차 패배
2001년 4월에 열린 호주와의 2002년 FIFA 월드컵 오세아니아 지역 1차 예선 1조 3차전 경기에서 상대팀인 아치 톰프슨의 국제 A매치 1경기 최다 득점 기록(13골)의 희생양이 되는 등 무려 31골을 얻어맞으며 0-31이라는 아메리칸사모아 축구 역사상 국제 경기 최다 점수차 패배를 당했고 더불어 이 경기는 현재까지도 A매치 역사상 최다 점수차 신기록을 경신한 경기로 기록되어 있다.

## FIFA 월드컵 (본선)
| 년도   | 결과      | 순위      | 경기      | 승        | 무*       | 패        | 득점      | 실점      | 승점      |
| ------ | --------- | --------- | --------- | --------- | --------- | --------- | --------- | --------- | --------- |
| 1930년 | 없음      | 없음      | 없음      | 없음      | 없음      | 없음      | 없음      | 없음      | 없음      |
| 1934년 | 없음      | 없음      | 없음      | 없음      | 없음      | 없음      | 없음      | 없음      | 없음      |
| 1938년 | 없음      | 없음      | 없음      | 없음      | 없음      | 없음      | 없음      | 없음      | 없음      |
| 1950년 | 없음      | 없음      | 없음      | 없음      | 없음      | 없음      | 없음      | 없음      | 없음      |
| 1954년 | 없음      | 없음      | 없음      | 없음      | 없음      | 없음      | 없음      | 없음      | 없음      |
| 1958년 | 없음      | 없음      | 없음      | 없음      | 없음      | 없음      | 없음      | 없음      | 없음      |
| 1962년 | 없음      | 없음      | 없음      | 없음      | 없음      | 없음      | 없음      | 없음      | 없음      |
| 1966년 | 없음      | 없음      | 없음      | 없음      | 없음      | 없음      | 없음      | 없음      | 없음      |
| 1970년 | 없음      | 없음      | 없음      | 없음      | 없음      | 없음      | 없음      | 없음      | 없음      |
| 1974년 | 없음      | 없음      | 없음      | 없음      | 없음      | 없음      | 없음      | 없음      | 없음      |
| 1978년 | 없음      | 없음      | 없음      | 없음      | 없음      | 없음      | 없음      | 없음      | 없음      |
| 1982년 | 없음      | 없음      | 없음      | 없음      | 없음      | 없음      | 없음      | 없음      | 없음      |
| 1986년 | 비회원국  | 비회원국  | 비회원국  | 비회원국  | 비회원국  | 비회원국  | 비회원국  | 비회원국  | 비회원국  |
| 1990년 | 비회원국  | 비회원국  | 비회원국  | 비회원국  | 비회원국  | 비회원국  | 비회원국  | 비회원국  | 비회원국  |
| 1994년 | 비회원국  | 비회원국  | 비회원국  | 비회원국  | 비회원국  | 비회원국  | 비회원국  | 비회원국  | 비회원국  |
| 1998년 | 비회원국  | 비회원국  | 비회원국  | 비회원국  | 비회원국  | 비회원국  | 비회원국  | 비회원국  | 비회원국  |
| 2002년 | 예선 탈락 | 예선 탈락 | 예선 탈락 | 예선 탈락 | 예선 탈락 | 예선 탈락 | 예선 탈락 | 예선 탈락 | 예선 탈락 |
| 2006년 | 예선 탈락 | 예선 탈락 | 예선 탈락 | 예선 탈락 | 예선 탈락 | 예선 탈락 | 예선 탈락 | 예선 탈락 | 예선 탈락 |
| 2010년 | 예선 탈락 | 예선 탈락 | 예선 탈락 | 예선 탈락 | 예선 탈락 | 예선 탈락 | 예선 탈락 | 예선 탈락 | 예선 탈락 |
| 2014년 | 예선 탈락 | 예선 탈락 | 예선 탈락 | 예선 탈락 | 예선 탈락 | 예선 탈락 | 예선 탈락 | 예선 탈락 | 예선 탈락 |
| 2018년 | 예선 탈락 | 예선 탈락 | 예선 탈락 | 예선 탈락 | 예선 탈락 | 예선 탈락 | 예선 탈락 | 예선 탈락 | 예선 탈락 |
| 2022년 | 기권      | 기권      | 기권      | 기권      | 기권      | 기권      | 기권      | 기권      | 기권      |
| 2026년 | 예선 탈락 | 예선 탈락 | 예선 탈락 | 예선 탈락 | 예선 탈락 | 예선 탈락 | 예선 탈락 | 예선 탈락 | 예선 탈락 |
| 합계   |           |           |           |           |           |           |           |           |           |

## FIFA 월드컵 (예선)
| 년도   | 경기                                            | 승                                              | 무*                                             | 패                                              | 득점                                            | 실점                                            | 승점                                            |
| ------ | ----------------------------------------------- | ----------------------------------------------- | ----------------------------------------------- | ----------------------------------------------- | ----------------------------------------------- | ----------------------------------------------- | ----------------------------------------------- |
| 1930년 | 없음                                            | 없음                                            | 없음                                            | 없음                                            | 없음                                            | 없음                                            | 없음                                            |
| 1934년 | 없음                                            | 없음                                            | 없음                                            | 없음                                            | 없음                                            | 없음                                            | 없음                                            |
| 1938년 | 없음                                            | 없음                                            | 없음                                            | 없음                                            | 없음                                            | 없음                                            | 없음                                            |
| 1950년 | 없음                                            | 없음                                            | 없음                                            | 없음                                            | 없음                                            | 없음                                            | 없음                                            |
| 1954년 | 없음                                            | 없음                                            | 없음                                            | 없음                                            | 없음                                            | 없음                                            | 없음                                            |
| 1958년 | 없음                                            | 없음                                            | 없음                                            | 없음                                            | 없음                                            | 없음                                            | 없음                                            |
| 1962년 | 없음                                            | 없음                                            | 없음                                            | 없음                                            | 없음                                            | 없음                                            | 없음                                            |
| 1966년 | 없음                                            | 없음                                            | 없음                                            | 없음                                            | 없음                                            | 없음                                            | 없음                                            |
| 1970년 | 없음                                            | 없음                                            | 없음                                            | 없음                                            | 없음                                            | 없음                                            | 없음                                            |
| 1974년 | 없음                                            | 없음                                            | 없음                                            | 없음                                            | 없음                                            | 없음                                            | 없음                                            |
| 1978년 | 없음                                            | 없음                                            | 없음                                            | 없음                                            | 없음                                            | 없음                                            | 없음                                            |
| 1982년 | 없음                                            | 없음                                            | 없음                                            | 없음                                            | 없음                                            | 없음                                            | 없음                                            |
| 1986년 | 비회원국                                        | 비회원국                                        | 비회원국                                        | 비회원국                                        | 비회원국                                        | 비회원국                                        | 비회원국                                        |
| 1990년 | 비회원국                                        | 비회원국                                        | 비회원국                                        | 비회원국                                        | 비회원국                                        | 비회원국                                        | 비회원국                                        |
| 1994년 | 비회원국                                        | 비회원국                                        | 비회원국                                        | 비회원국                                        | 비회원국                                        | 비회원국                                        | 비회원국                                        |
| 1998년 | 비회원국                                        | 비회원국                                        | 비회원국                                        | 비회원국                                        | 비회원국                                        | 비회원국                                        | 비회원국                                        |
| 2002년 | 4                                               | 0                                               | 0                                               | 4                                               | 0                                               | 57                                              | 0                                               |
| 2006년 | 4                                               | 0                                               | 0                                               | 4                                               | 1                                               | 34                                              | 0                                               |
| 2010년 | 4                                               | 0                                               | 0                                               | 4                                               | 1                                               | 38                                              | 0                                               |
| 2014년 | 3                                               | 1                                               | 1                                               | 1                                               | 3                                               | 3                                               | 4                                               |
| 2018년 | 3                                               | 2                                               | 0                                               | 1                                               | 6                                               | 4                                               | 6                                               |
| 2022년 | 기권                                            | 기권                                            | 기권                                            | 기권                                            | 기권                                            | 기권                                            | 기권                                            |
| 2026년 | 1                                               | 0                                               | 0                                               | 1                                               | 0                                               | 2                                               | 0                                               |
| 합계   | 19                                              | 3                                               | 1                                               | 15                                              | 11                                              | 138                                             | 10                                              |
| 순위   | 월드컵 예선 승점 순위 : 184위 (오세아니아 11위) | 월드컵 예선 승점 순위 : 184위 (오세아니아 11위) | 월드컵 예선 승점 순위 : 184위 (오세아니아 11위) | 월드컵 예선 승점 순위 : 184위 (오세아니아 11위) | 월드컵 예선 승점 순위 : 184위 (오세아니아 11위) | 월드컵 예선 승점 순위 : 184위 (오세아니아 11위) | 월드컵 예선 승점 순위 : 184위 (오세아니아 11위) |

## OFC 네이션스컵 기록
- 1973년 - 불참
- 1980년 - 불참
- 1996년 ~ 2016년 - 예선 탈락